# 그리스와 덴마크의 공주 엘레니
그리스와 덴마크의 공주 엘레니(그리스어: Πριγκίπισσα Ελένη της Ελλάδας και της Δανίας 프링기피사 엘레니 티스 엘라다스 케 티스 다니아스[*], 루마니아어: Elena a Greciei şi Danemarcei 엘레나 아 그레치에이 시 다네마르체이[*] 1896년 5월 2일 ~ 1982년 11월 28일)는 카롤 2세의 아내로, 미하이의 어머니였다. 루마니아에선 엘레나(루마니아어: Elena)라고 불렸다.

## 생애
엘레니는 아테네에서 그리스 국왕 콘스탄티노스 1세와 그 왕비 프로이센의 소피아의 딸로 태어났다. 그녀의 두 오빠와 남동생은 모두 그리스의 국왕을 지냈다. 엘레니는 1917년 아버지 콘스탄티노스의 폐위로 위해 그리스를 떠나 취리히 근처에 머물러야 했다. 2년 뒤인 1919년 엘레니는 루체른에서 루마니아의 왕세자 카롤을 만났다. 그는 이미 첫 번째 아내 지지 람브리노와 헤어진 뒤였고, 엘레니는 이듬해 2월 부다페스트에서 치러진 오빠 요르요스 2세의 루마니아의 공주 엘리사베트 약혼식에 동행했다. 아들이 번듯한 왕가와 인연을 맺기 바란 마리아 왕비의 권유로, 카롤은 1920년 취리히에 찾아와 콘스탄티노스에게 딸과 결혼하고 싶다는 의사를 표시했고 1921년 3월 10일 두 사람은 아테네에서 결혼식을 올렸다. 같은 해에 외아들 미하이가 태어나는 등 부부는 행복한 결혼 생활을 보내는 듯 싶었다. 그러나 1925년 카롤은 유대계 여인 마그다 루페스쿠와 외도를 저질러 루마니아 왕위 계승권을 포기하기까지에 이르렀다.
1927년 페르디난드 1세 사후 아들 미하이가 왕위를 물려받았지만 카롤이 다시 돌아와 루마니아의 왕위 계승권을 주장하여 결국 카롤 2세로 즉위했고 엘레니는 아들 미하이와 함께 전에 살던 부쿠레슈티의 집에 그대로 머물렀다. 정부와 국민들은 엘레니와 카롤이 재결합하기를 원했지만 두 사람은 1928년 이혼했다. 카롤 2세가 왕이 되기 전에 이혼하였기 때문에 루마니아의 왕비가 되지는 못했다. 카롤은 엘레니에게 왕비라는 칭호 없이 폐하라는 경칭만 부여하는 안을 제안하기도 했지만, 엘레니는 이를 거절했다.
1940년 카롤 2세의 망명과 더불어 성년이 된 미하이가 즉위하자 그녀는 루마니아의 대비(루마니아어: Regina mamă 레지나 마마[*])가 되었다. 제2차 세계대전 동안 그녀는 부상자들을 돌보았고, 루마니아계 유대인들의 국외 탈출을 도와 전후 이스라엘 정부로부터 열방의 의인으로 선정되기도 했다. 1947년 공산주의 정권의 등장으로 스위스로 망명했고 1982년 그곳에서 죽었다.